# Divina providència

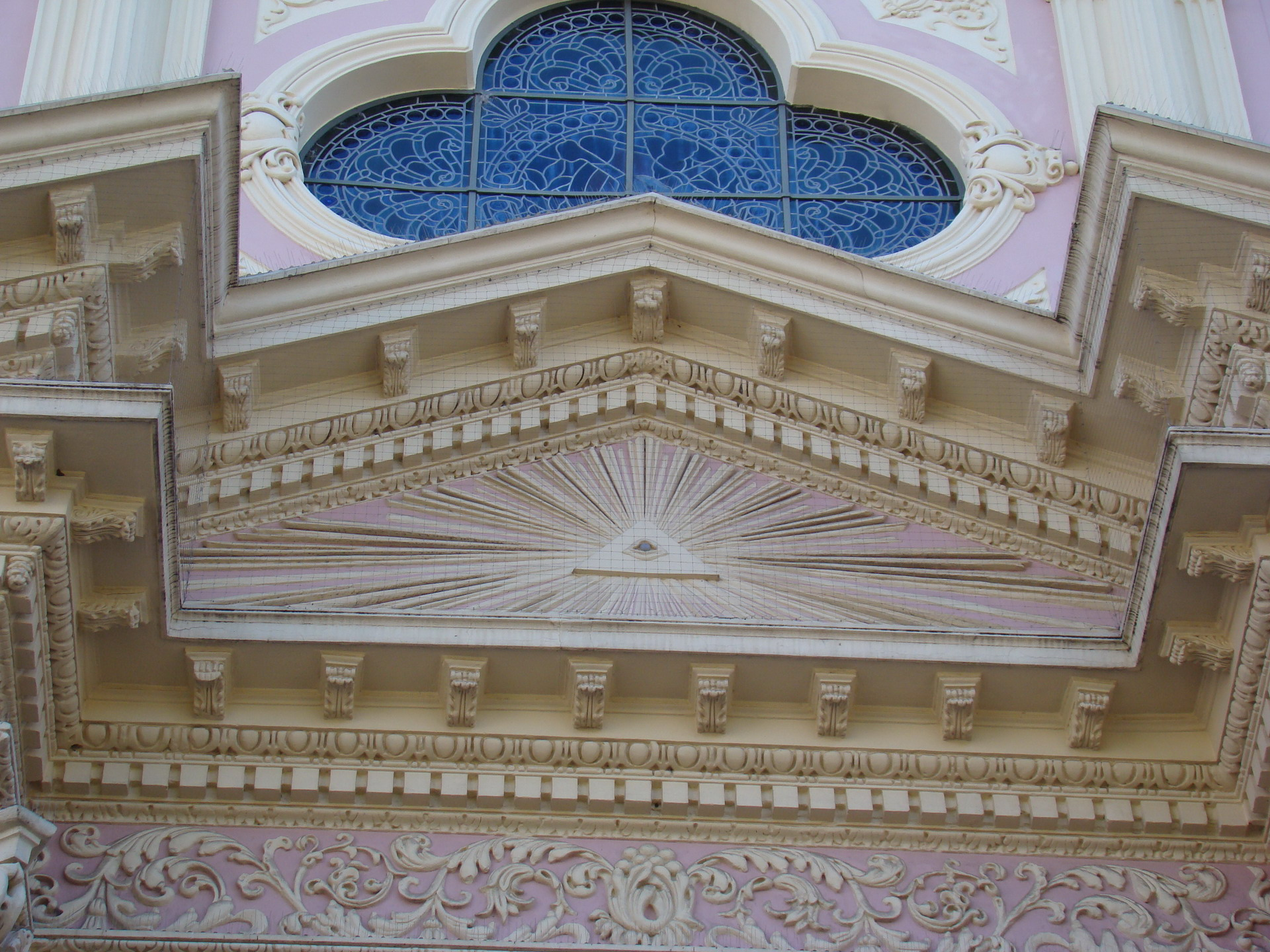
Ull de la Providència.

La divina providència o simplement la providència (del llatí providentia, pro- "davant" i videre "veure", "preveure") és un terme teològic que indica la intervenció o el conjunt d'accions actives de Déu per prendre cura del món i, particularment, de l'existència dels homes, inclosa llur llibertat. Per metonímia també designa el mateix Déu (la Providència). És un concepte present en les tres grans religions monoteistes.